# Amtsgericht Hamburg-Bergedorf

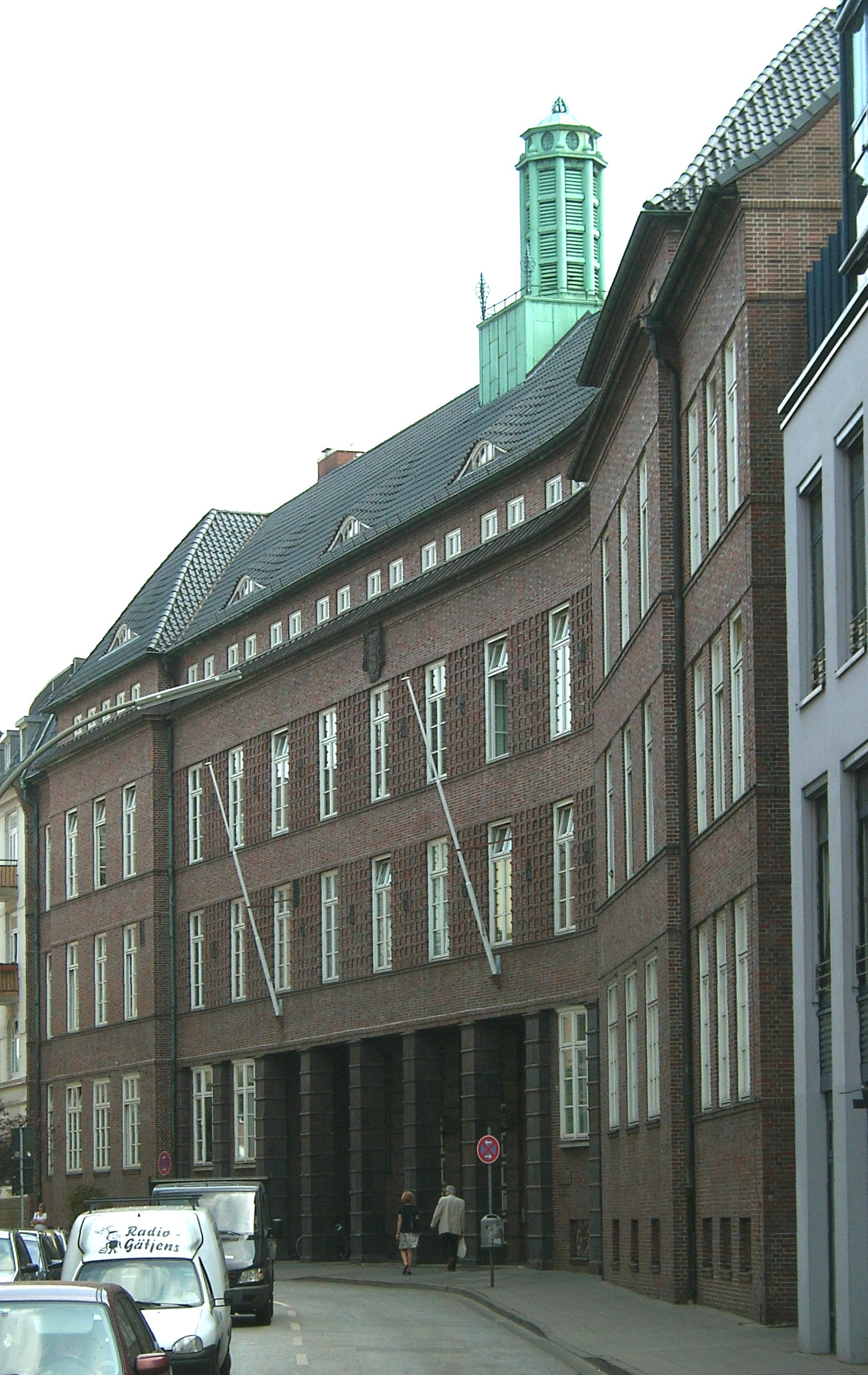
Amtsgericht Bergedorf

Das Amtsgericht Hamburg-Bergedorf ist eines von acht Amtsgerichten der Freien und Hansestadt Hamburg; es steht in der Ernst-Mantius-Straße 8.
Die Gerichtsverwaltung wird wie für alle Stadtteilgerichte Hamburgs durch das Amtsgericht Hamburg geführt. Im Instanzenzug ist das Gericht dem Landgericht Hamburg, dem Hanseatischen Oberlandesgericht (in Hamburg) und dem Bundesgerichtshof (in Karlsruhe) untergeordnet.
Das Amtsgericht Hamburg-Bergedorf ist zudem Landwirtschaftsgericht für die Bezirke aller hamburgischen Amtsgerichte mit Ausnahme des Bezirks des Amtsgerichts Hamburg-Harburg.

## Gebäude
Das Gebäude des Amtsgerichtes Hamburg-Bergedorf wurde nach über zehnjähriger Standortsuche schließlich 1926–27 nach Plänen von Fritz Schumacher erbaut. Die dreiflügelige Anlage wird an der zur Bille offenen Seite durch ein niedrigeres, flachgedecktes Gefängnis mit zwei Höfen geschlossen.
Der mächtige, mit Klinkern verkleidete Baukomplex dokumentiert mit der strengen Fassadengliederung und dem geometrischen Schmuckmauerwerk seine Bestimmung und die Präsenz des Staates Hamburg in Bergedorf.